# 线叶花旗杆
线叶花旗杆（学名：Dontostemon integrifolius）为十字花科花旗杆属下的一个种。

## 扩展阅读
- 維基物種上的相關：线叶花旗杆